# Irene (film)
Irene (v originále Irène) je francouzský hraný film z roku 2002, který režíroval Ivan Calbérac. Snímek měl premiéru ve Francii dne 26. června 2002.

## Děj
Ve svých třiceti letech se zdá, že Irène má vše: dobře placenou práci právničky, pěkný byt s výhledem na Paříž, milující rodiče, přátele, ale nedokáže si vybudovat trvalý romantický vztah. Buď se její milenec nemůže rozloučit se svou ženou, nebo říká, že žije v Japonsku, aby se vyhnul skutečnému vztahu, nebo se vyoutuje... Takže je, k velkému zoufalství rodičů, stále svobodná. Zklamaná mladá žena nakonec potká dělníka a zničehonic podlehne jeho kouzlu.

## Obsazení
| Cécile de France     | Irène                   |
| Bruno Putzulu        | François                |
| Olivier Sitruk       | Luca                    |
| Estelle Larrivaz     | Sophie                  |
| Agathe de La Boulaye | Salomé                  |
| Patrick Chesnais     | Gazet                   |
| Valérie Moreau       | sousedka Irène          |
| Evelyne Buyle        | Jacqueline, matka Irène |
| Gérard Chaillou      | Henri, otec Irène       |
| Didier Brice         | stěhovák                |
| Vincent Byrd Le Sage | prodavač                |
| Vincent Leenhardt    | Martin                  |
| Lisa Martino         | Ève, Françoisova žena   |
| Vincent de Boüard    | prodavač                |
| Stéphane Cabel       | muž v baru              |

## Ocenění
- César: nominace v kategorii nejlepší filmový debut (Ivan Calbérac)